# Visby
Visby – miejscowość (tätort) w Szwecji, stolica regionu administracyjnego (län) Gotland, siedziba gminy Gotland. Jest położona nad Morzem Bałtyckim, w zachodniej części wyspy Gotlandia.
Według danych Szwedzkiego Urzędu Statystycznego liczba ludności wyniosła: 23 402 (31 grudnia 2015), 24 309 (31 grudnia 2018) i 24 693 (31 grudnia 2019).
Miasto było wczesnośredniowiecznym ośrodkiem handlu bałtyckiego. Co roku latem jest tu organizowany festiwal pod nazwą Tydzień Średniowieczny.
Przemysł spożywczy, port lotniczy, kąpielisko morskie i ośrodek turystyczny.

## Historia
Początki historii Visby są nieznane, jednak już w X wieku stanowiło ośrodek handlowy. Rozkwit miasta nastąpił w XII wieku. Powstała wtedy katedra. W XIII wieku miasto otoczono murem obronnym. Najazd króla duńskiego Waldemara IV Atterdaga w 1361 spowodował, że miasto podupadło. W następnych latach było wielokrotnie najeżdżane przez piratów. W 1525 Niemcy spalili wszystkie kościoły w mieście z wyjątkiem katedry. W 1645 Visby wraz z całą Gotlandią wróciło we władanie Szwecji.
Od roku 1995 Visby znajduje się na liście światowego dziedzictwa UNESCO.
W mieście zachowało się ponad 200 średniowiecznych budynków z kamienia, ruiny 23 kościołów i katedra. Centrum otacza dobrze zachowany średniowieczny mur obronny o długości ok. 3,5 km i wysokości 11 metrów z ponad 50 wieżami.

## Sport
- Bysarna Visby – klub żużlowy
- Visby/Roma HK – klub hokeja na lodzie

## Transport
Pięć kilometrów na północ od miasta znajduje się Port lotniczy Visby.

## Miasta partnerskie
- Mariehamn
- Rodos (miasto)